# チャド・ブラウン (調教師)

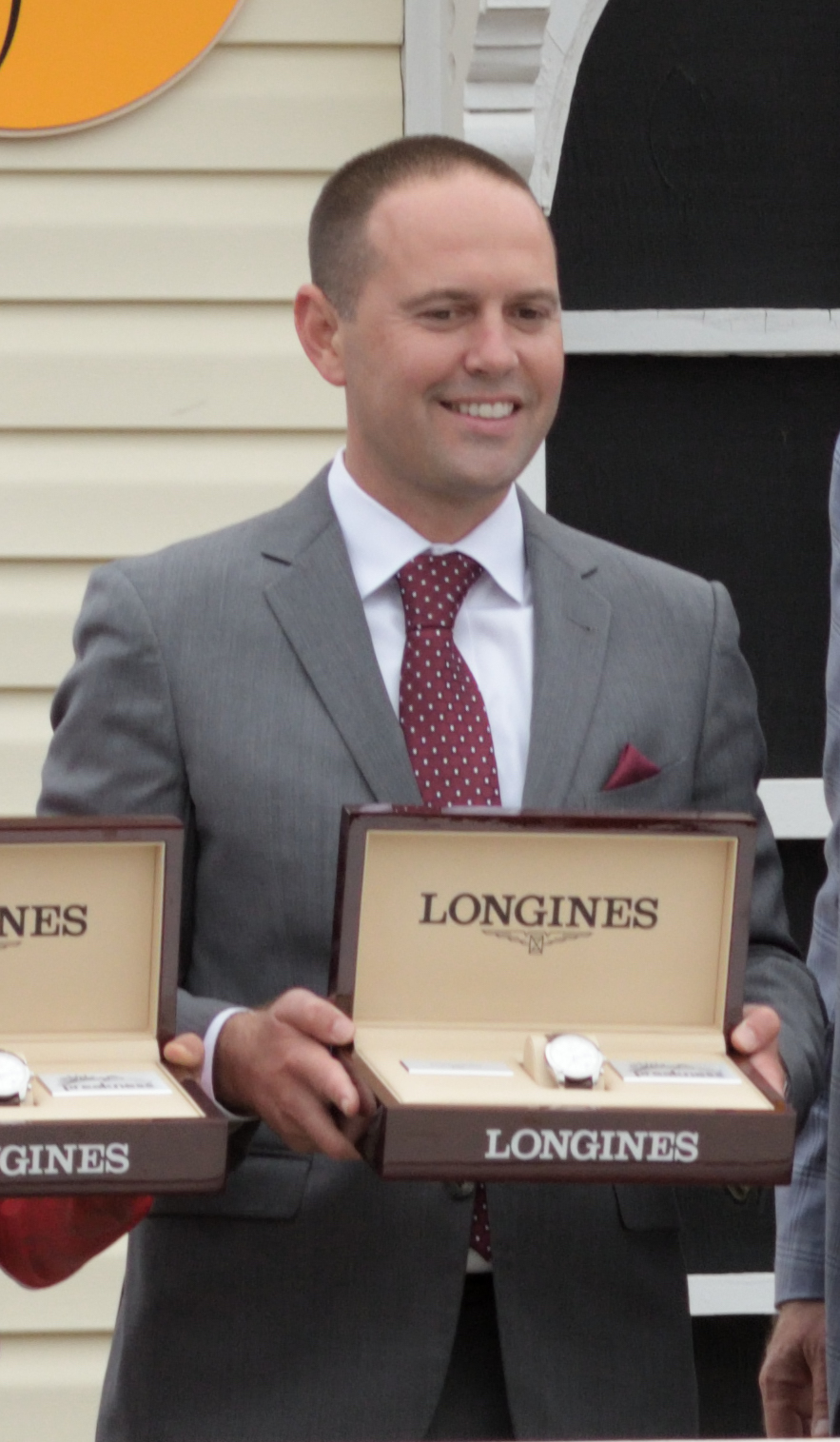
チャド・ブラウン（2017年プリークネスステークス優勝時）

チャド・ブラウン（英：Chad C. Brown、1978年12月18日 - ）は、アメリカ合衆国のニューヨーク州およびフロリダ州を拠点とする調教師。現代のアメリカ競馬を代表するトップトレーナーの1人。

## 経歴
ニューヨーク州メカニックビル出身。地元のサラトガ競馬場には家族で足を運ぶことも多く、高校時代にはスタンダードブレッドの調教師の下で働いた経験がある。コーネル大学では獣医学を専攻する傍ら、夏季休業期間には殿堂入り調教師のクロード・マゴーヒーに師事して厩舎の実務を学んだ。
その後、獣医師のスティーブ・オールデイの下でのインターンを経て、2002年から殿堂入り調教師であるロバート・フランケル調教師に師事。フランケル厩舎ではアシスタント・トレーナーを5年間務め、ゴーストザッパー、エンパイアメーカーなどを手がけている。
2007年11月に自身の厩舎を開業。2011年にザゴラ（Zagora）でダイアナステークスを制し、G1初制覇。また、同年にはフランスから移籍してきたスタセリタを管理し、ビヴァリーD・ステークス・フラワーボウルステークスを制している。
2016年に初の北米リーディングトレーナーに輝くと、2018年まで3年連続でリーディングを獲得している。2018年には自己最多のG1レース20勝、獲得賞金2754万6057ドルを記録した。同年9月1日にはサラトガ競馬場での年間41勝目を挙げ、自身とトッド・プレッチャーが保持していた同競馬場での年間最多勝記録を更新した。
管理馬には芝路線での活躍馬が目立つが、2017年にはクラウドコンピューティングでプリークネスステークスを制し、待望のクラシック競走初制覇を果たしている。
2022年8月18日、かつて恋人関係にあった厩舎スタッフの呼吸を妨害した罪で逮捕されたことが報じられた。

## 主な管理馬
- スタセリタ Stacelita - 2011年ビヴァリーD・ステークス・フラワーボウルステークス。
- ビッグブルーキトゥン Big Blue Kitten - 2015年ジョーハーシュ・ターフクラシックステークスなど。
- ステファニーズキトゥン Stephanie's Kitten - 2015年ブリーダーズカップ・フィリー&メアターフなど。
- レディイーライ Lady Eli - 2014年ブリーダーズカップ・ジュヴェナイルフィリーズターフなど。
- フリントシャー Flintshire - 2016年ソードダンサーステークスなど。
- ビーチパトロール Beach Patrol - 2017年アーリントンミリオンなど。
- クラウドコンピューティング Cloud Computing - 2017年プリークネスステークス。
- グッドマジック Good Magic - 2017年ブリーダーズカップ・ジュヴェナイルなど。
- シスターチャーリー Sistercharlie - 2018年ブリーダーズカップ・フィリー&メアターフなど。
- ニュースペーパーオブレコード Newspaperofrecord - 2018年ブリーダーズカップ・ジュヴェナイルフィリーズターフなど。
- ブリックスアンドモルタル Bricks and Mortar - 2019年ペガサスワールドカップターフなど。
- ドメスティックスペンディング - 2020年ハリウッドダービー、2021年オールドフォレスター・ターフクラシックステークス、マンハッタンステークス。